# Hyper-IgE syndrom
Hyper-IgE syndrom (anglicky Hyperimmunoglobulinemia E syndrome, HIES) je poměrně vzácné onemocnění, které se vyznačuje zvýšenou hladinou imunoglobulinu E v séru. Mnohdy je možné rovněž setkat s označením Jobův nebo Buckleyův syndrom. V obou případech se však jedná o shodnou primární imunodeficientní chorobu, která je doprovázena charakteristickými imunologickými i non-imunologickými projevy, mezi které se nejčastěji řadí kožní vyrážky, ekzémy, abscesy, rekurentní bakteriální a virové infekce kůže a plic, často společně s kvasinkovými infekcemi. Existují dvě formy Hyper IgE syndromu: autozomálně dominantní typ (AD-HIES) a autozomálně recesivně podmíněný typ onemocnění (AR-HIES). Autozomálně dominantní HIES je nejčastěji podmíněn mutací genu, kódujícího transkripční faktor STAT3. Autozomálně recesivní HEIS se manifestací choroby od AD-HIES téměř neliší, avšak její predispozice je nejčastěji asociován s mutací genu DOCK8 nebo mutací jedné z kináz rodiny JAK, Tyrosinové kinázy 2 (TYK2).

## Historie
Hyper IgE syndrom byl poprvé popsán J. Davisem a spol. v roce 1966, na základě pozorování dvou pacientek s rozvinutou ekzémovou vyrážkou, stafylokokovou kožní a rekurentní pulmonální infekcí. Studie byla v roce 1972 rozšířena poznatkem Buckleyem a spol., který stanovil zvýšenou hladina IgE v séru pacienta jako signalizační marker tohoto onemocnění. Doposud však nebyla deklarována žádná genetická vazba spjatá s HIES. Přelom nastal až po roce 2007, kdy byly u většiny pacientů zaznamenány mutace v genech molekul, účastnících se při JAK-STAT buněčné signalizaci.

## AD-HIES

### Genetika
JAK-STAT signální dráha se, za pomoci cytokinové stimulace, významně podílí na proliferaci, diferenciaci, migraci a apoptóze buněk. Navozuje hematopoézu, produkci kmenových buněk i spuštění přirozené či adaptivní imunitní odpovědi. Mutace JAK-STAT dráhy tudíž iniciují rozvoj imunodeficiencí, nádorů a autoimunitních chorob.
Rodina kináz JAK je složena ze 4 členů (JAK1, 2, 3, TYK2). Transkripční aktivátory STAT mají prozatím popsaných 7 zástupců (STAT 1, 2, 3, 4, 5A, 5B, 6). Signální dráha je spuštěna navázáním extracelulárního ligandu na cytokinový receptor (I nebo II), což vede k jeho dimerizaci a následné aktivaci tyrosinových kináz JAK. Fosforylací intracelulárních částí receptorů dochází, skrz jednu ze tří domén (SH2 doména, DNA doména, "coiled coil" doména), k aktivaci STAT. Fosforylací STAT molekul je docílena jejich dimerizace a transkripce genetické informace do jádra buňky.

#### STAT 3
Transkripční aktivační molekula STAT 3 je sestavena z 770 aminokyselin, které jsou kódovány genem, lokalizovaným na chromozomu 17q21. STAT 3 kaskáda je spuštěna, na základě navázání cytokinů a růstových faktorů na jejich receptor, což vede k aktivaci kináz JAK2 a TYK 2, podílejících se na fosforylaci STAT3. Hlavní funkcí signalizační dráhy STAT 3 je iniciace aktivace široké škály cytokinů: interleukinů (IL6, IL10, IL17, IL 22, IL 26), TGFβ, monocytárního chemotaktického proteinu 1 (MPC-1) a současně také inhibice molekul: IL 12, TNFα, IFNγ. Přímým působením STAT 3 na vyjmenované cytokiny, dochází k modulaci tvorby imunitní odpovědi, regulaci aktivity imunitních buněk, včetně ovlivnění jejich maturace (především T lymfocytů).
Mutace genu, kódujícího protein STAT 3, je nejčastější příčinou vzniku AD-HIES. AD-HIES je poměrně ojedinělé onemocnění s četností výskytu 1:1000000 osob. V polovině případů je mutovaný gen STAT3 zděděný od jednoho z rodičů. Ve zbylých situacích je důvodem onemocnění nově vzniklá mutovaná alela tohoto genu u jedince, v jehož rodině AD-HIES nikdy nebylo zaznamenáno. Většinou se jedná o missense mutaci, při které dochází k záměně jedné určité aminokyseliny za jiný kodon. Může být však způsobena i delecí určité aminokyseliny nebo mechanismem exon skipping. Nejvyšší frekvence výskytu mutací STAT 3 je lokalizována na SH2 doménách a DNA vázajících doménách. Přestavba či ztráta určitých úseků STAT 3 genu, má za následek selhaní jeho fyziologických funkcí, které se projevují nekontrolovatelnou aktivací imunitních buněk a potlačením vyzrávání T lymfocytů, konkrétně subpopulace Th17. Celkově je snížena schopnost vytvářet adekvátní imunitní odpověď na přítomný bakteriální či houbový antigen, což se projevuje zvýšenou náchylností ke kožním a plicním infekcím nebo vznikem různých malignit v organismu.

### Projevy
AD-HIES je multi-orgánové dysfunkční onemocnění, pro něhož jsou charakteristické především bakteriální infekce, postihující kožní a plicní tkáň. Současně mohou být poškozeny i kosti, zubní tkáň, mozek a cévy.
Projevy HIES, imunologického původu, se objevují již krátce po narození. Vyznačují se vyrážkou na obličeji, neonatálním akné, eosinofilní dermatitidou nebo ekzémy. Typickým kožním útvarem je tzv. „cold absces”, který je vyvolán infekcí grampozitivní bakterie Stafylococcus aureus. V dětství dochází rovněž k rozvoji rekurentních plicních pneumonií, které jsou následkem přítomnosti bakterií S. aureus, S. pneumonia a H. influenza. Ty jsou často spojovány s hnisavými infekcemi a hořečnatými stavy. Gramnegativní P. aeruginosa se podílí na chronických infekcích plic, ke kterým přispívá tvorba bronchiektázií, pneumatocele a ničení plicního parenchymu, což může skočit až septickými stavy organismu. Infekce, vyvolané bakteriemi (P. aeruginosa) a houbami (Aspergillus),vedou ke strukturních abnormalitám plic, které mohou být pro jedince smrtelné. Během HIES jsou časté i oportunní infekce C. albicans nebo jinými méně rozšířenými kvasinkami. Chronické kandidózy postihují především mukokutánní tkáně dutiny ústní a vagíny.
Mezi somatické projevy AD-HIES patří muskulo-skeletární deformace, konkrétně skolióza, osteopenie, fraktury kostí a degenerativní kloubní onemocnění. U 75% pacientů dochází k rozvoji skoliózy již v dopívajícím věku. Rovněž tak k demineralizaci kostí a jejich zvýšené resorpci, v důsledku chybné STAT 3 signalizace a pozměněných drah syntézy prostaglandinu. To se projevuje zvýšenou četností zlomenin dlouhých, pánevních a žeberních kostí. Také v případě STAT3 knock out myší byla detekována zvýšená sekrece cytokinů TNFα a IFNγ, které iniciují osteoklastogenezi a kostní resorpci.
Abnormality se objevují i v zubní tkáni, kdy dochází k opožděnému vypadávání mléčných zubů, tudíž není uvolněn prostor a je zabráněno prořezávání trvalého chrupu. V mnohých případech se v ústní dutině jedince nacházejí oba typy zubů současně. Zároveň dochází k typickým poškozením jazyka, ústního patra a tváří.
AD-HIES ovlivňuje i kardiovaskulární systém jedince, kdy deficit STAT 3 vyvolává arteriální aneurysma (někdy společně s mykotickým). Rozsáhlé aneurysma levé koronární tepny (RIA) může skončit až infarktem myokardu. V poměrné nízkém věku se může vyskytovat o i lakunární infarkt, představující jednu z forem ischemické cévní mozkové příhody. Nejčastěji však dochází k rozsáhlým poškozením velkých i malých cév.
Ojediněle se objevují i choroby mozku, pro která jsou charakteristické demyelinizace nervových vláken, zvýšený počet zánětů a strukturní změny astrocytů. Deficit STAT 3 zvyšuje i riziko tvorby Hodgkinova lymfomu, myeloidních i lymfoidních leukemií a dalších nádorových onemocnění.

### Laboratorní nález
Pro HIES je specifická zvýšená hladina imunoglobulinu E v séru, pří níž typické píky přesahují 2000 IU/ml. Jeho množství se může postupem času různě měnit, snižovat a dokonce v dospělosti dosáhnout i fyziologických hodnot. Onemocnění je doprovázeno zvýšeným počtem eosinofilů (eosinofílie), který však nemusí vždy nutně korelovat s množství IgE. Může být zaznamenán i pokles neutrofilů (neutropenie), ale obecně počet bílých krvinek zůstává bez výrazných změn. Částečně může být potlačena exprese proteinů akutní fáze (CRP) a snížený počet paměťových T lymfocytů. Ostatní protilátky IgG, IgA, IgM se udržují v normální hladině.

### Terapie
Léčba AD-HIES spočívá v eliminaci vyrážek, ekzému a prevenci vůči infekci S. aureem. Efektivně zde působí antiseptická koupel (15min, 3× týdně) nebo koupel v chlorovaném bazénu. Antimikrobiální profylaxe se používá jako prevence proti infekcím kůže a plic S. aureem (2,5mg/kg trimethoprim-sulfamethoxazole - 2× týdně) nebo antifungiální profylaxe předcházející candodózním infekcím. Bronchoskopie je účinná metoda, která se aplikuje při plicních infekcích k izolaci příslušného patogena a odstranění hnisu v bronších a alveolech. U některých pacientů se ke snížení pravděpodobnosti výskytu využívá intravenózní Ig (IVIG). Pozitivní účinek má také aplikace cyklosporinů nebo cílená blokace histaminového receptoru (HS2).

## AR-HIES
Autozomálně recesivní forma HIES byla objevena v roce 2004 Rennerem a spol., kteří ji popsali na 13 pacientech, pocházejících z 6 příbuzných rodin. U většiny pacientů byly zaznamenány typické příznaky - zvýšená hladina IgE v séru, ekzémová vyrážka, virové i bakteriální kožní infekce. Tedy projevy shodující se s AD-HIES. Manifestace onemocnění se však odlišovala nepřítomností somatických abnormalit jako jsou skolióza, zlomeniny nebo opožděné vypadávaní zubů. V případě recesivní formy nebyly popsány ani známky pneumatocele a bronchiektázií. AR-HIES je, v porovnání s AD-HIES, doprovázena mnohem vyšším množství virových infekcí, způsobených Molluscum contagiosum, Herpes simplex a Varicella zoster. Charakteristické jsou i plicní infekce (S.aures, H. influenza, P. mirabilis), zvýšená náchylnost ke kandidózám a především nárůst četnosti neurodegenerativních onemocnění.
Laboratorním vyšetřením bylo u pacientů detekováno mnohem markantnější zvýšení hladiny IgE a počtu eosinofilů v séru. Naopak lymfocytární proliferace při imunitních odpovědích na stafylokokové antigeny poklesla.

### Genetika
Recesivní forma HIES je u některých pacientů asociována s homozygotní mutací Tyrosinové kinázy 2 (TYK2), která představuje hlavní signální molekulu pro cytokiny IL6, IL12, IFNγ. Ve většině případů se jedná o čtyř-nukleotidovou deleci či prematuraci stop kodonu. Shodná mutace je přítomná, kromě probanda, také u jeho rodičů, avšak bez klinických projevů. Pacienti s deficitem TYK 2 často prodělávají kožní a plicní infekce. Společně se vyskytují také s infekcemi, způsobenými Bacillem CG a Salmonella enteritidis, které jsou typické pro chybnou signalizaci IL12 a IFNγ.
AR-HIES imunodeficience je od roku 2009 spojována i s patologií proteinu DOCK8. Jedná se o zástupce rodiny DOCK180, který se účastní cytoskeletárního přesmyku, migrace, adheze a růstu buněk. U většiny pacientů je detekován výrazný pokles nebo úplná absence proteinu DOCK8, což je způsobeno rozsáhlými delecemi tohoto genu. Mutace jsou současně doprovázeny zvýšenou hladinou IgE a eosinofílií. Nedostatek DOCK 8 má negativní vliv migraci dendritických buněk, dlouhodobou paměť B lymfocytů a CD8 + T buněk, což vysvětluje náchylnost k bakteriálním a virovým infekcím. Nejčastějšími projevy je tvorba ekzémů, plicní a kožní virové infekce (H. simplex, V. zoster, M. contagiosum, Papillomavirus) a zvýšená pravděpodobnost rozvoje nádorů a lymfomů.